# Đoàn thuyền triết gia

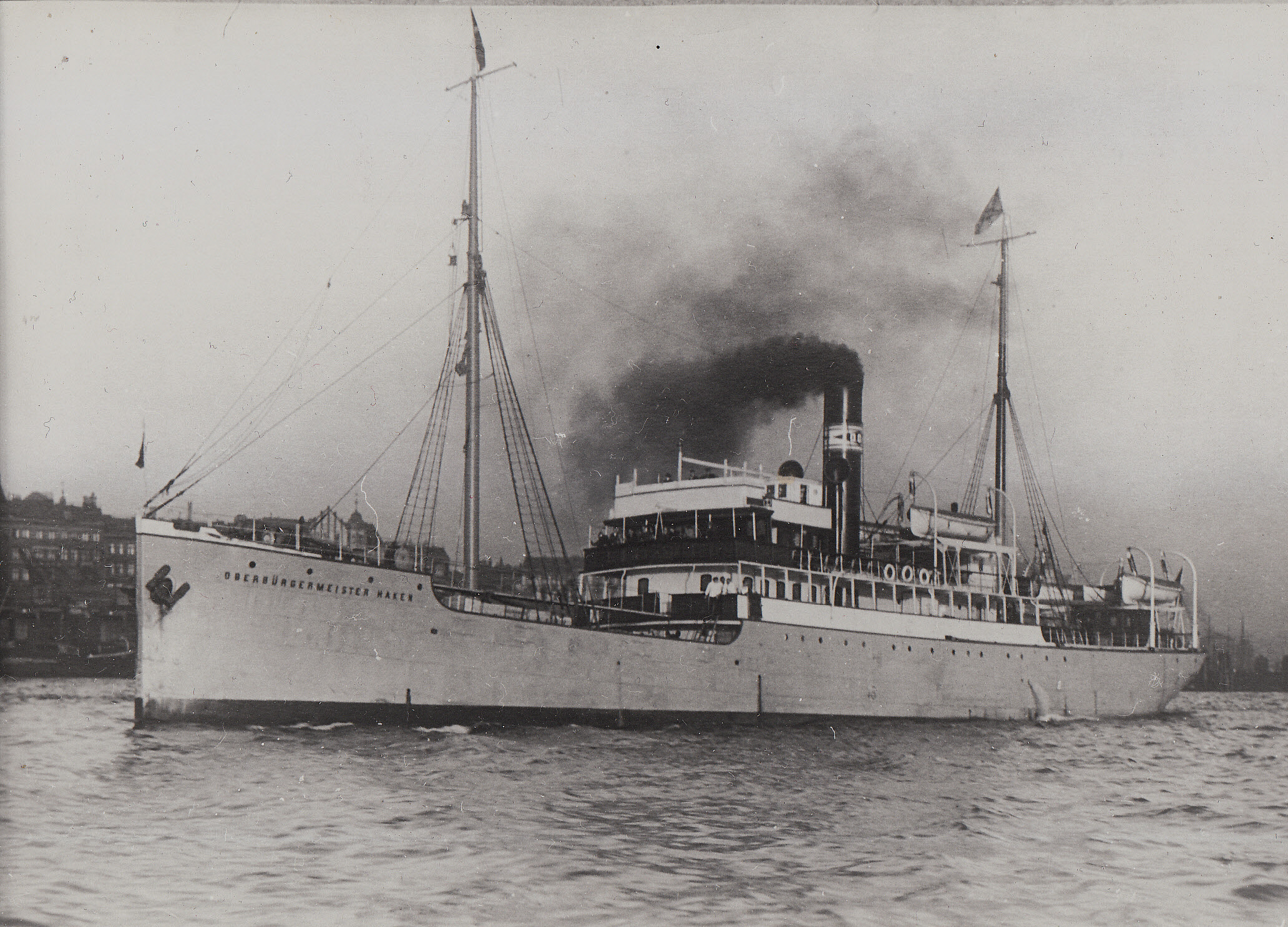
Oberbürgermeister Haken

Đoàn thuyền triết gia (tiếng Nga: философский пароход) là những con tàu hơi nước vận chuyển các trí thức bị trục xuất khỏi nước Nga Xô viết vào năm 1922.
Phần lớn hành khách được chở bằng hai con tàu Đức Oberbürgermeister Haken và Preussen, gồm 160 trí thức Nga và gia đình bị trục xuất trong tháng 9 và tháng 10 năm 1922 từ Petrograd (Saint Petersburg ngày nay) đến cảng của Settin ở Đức (Kalisz của Ba Lan ngày nay). Ba danh sách giam giữ gồm 228 người, trong đó 32 là sinh viên.
Sau đó, vẫn trong năm 1922, các trí thức khác được chuyển bằng tàu hoả đến Riga (Latvia) hoặc tàu biển từ Odessa đến Istanbul.

## Oberbürgermeister Haken và Preussen
Ngày 29 tháng 9 năm 1922, tàu Oberbürgermeister Haken rời cảng Petrograd hướng đến Stettin. Sau đó, tàu Preussen khởi hành với cùng một lịch trình. Những người bị trục xuất là những trí thức nổi tiếng ở Nga do chính Lê-nin chọn, trong đó có các nhà văn, luật sư, nhà sử học, nông học, chuyên gia đường sắt và một số kỹ sư. Ngoài ra có ít nhất 11 người là triết gia.

## Trong số những người bị trục xuất
- Vladimir Abrikosov
- Yuly Aikhenvald
- Nikolai Berdyaev
- Boris Brutskus
- Sergei Bulgakov
- Semyon Frank
- Ivan Ilyin
- Abram Saulovich Kagan (giảng viên đại học/nhà xuất bản; cha của kiến trúc sư Anatol Kagan)
- Lev Karsavin (anh của nghệ sĩ ba-lê Tamara Karsavina; bị bắt lần nữa năm 1940 và trục xuất đến một gulag ở Komi, mất ở đó năm 1952)
- Alexander Kizevetter
- Nikolai Lossky
- Mikhail Osorgin
- Pitirim Sorokin (tàu hoả)
- Fyodor Stepun